# Bouznika

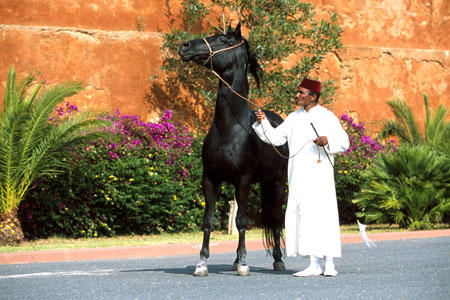
Hengst aus dem Nationalgestüt

Bouznika (arabisch: بوزنيقة, Zentralatlas-Tamazight ⴱⵓⵣⵏⵉⵇⴰ) ist eine knapp 60.000 Einwohner zählende Stadt in der Provinz Benslimane in der marokkanischen Region Casablanca-Settat im Norden der historischen Region der Chaouia.

## Lage und Klima
Die Stadt Bouznika liegt ca. 52 km (Fahrtstrecke) nordöstlich von Casablanca bzw. knapp 42 km südwestlich der marokkanischen Hauptstadt Rabat in einer Höhe von ca. 10 bis 45 m. Das vom Atlantik beeinflusste Klima ist gemäßigt bis warm; Regen (ca. 460 mm/Jahr) fällt nahezu ausschließlich im Winterhalbjahr.

## Bevölkerung
| Jahr      | 1994   | 2004   | 2014   | 2024   |
| Einwohner | 21.327 | 27.028 | 37.238 | 55.722 |

Ein Großteil der heutigen Bevölkerung ist berberischer Abstammung und seit den 1950er Jahren aus den Berg- und Wüstenregionen Marokkos zugewandert.

## Wirtschaft
Bis ins frühe 20. Jahrhundert war Bouznika ein sich selbst versorgendes Fischer- und Bauerndorf. Seit den letzten Jahrzehnten des 20. Jahrhunderts spielt auch der innermarokkanische Badetourismus eine wichtige Rolle im Wirtschaftsleben der Stadt.

## Geschichte
Im Jahr 1858 ließ Sultan Mulai Abd ar-Rahman im Hinterland eine Festung (kasbah) erbauen, in deren Umfeld sich allmählich ein neuer Ort entwickelte. Die Bevölkerungsexplosion setzte jedoch erst nach der Unabhängigkeit Marokkos (1956) ein.

## Sonstiges
In der alten Kasbah von Bouznika entstand im Jahr 1994 eines von mehreren Nationalgestüten (haras) Marokkos.